# Kräppelstein
Der Kräppelstein ist ein vorgeschichtlicher Menhir bei Münzenberg im Wetteraukreis in Hessen.

## Lage
Der Stein befindet sich an der Südseite der Wetterstraße auf halbem Weg zwischen der Kernstadt Münzenberg und dem Ortsteil Trais, etwa 100 m vor dem Ortseingang von Trais. 1,7 km nordöstlich befinden sich bei Muschenheim das mit einem Menhir verbundene Galeriegrab Heiliger Stein sowie nicht weit davon entfernt ein Grabhügel. 2,6 km nordöstlich befinden sich mehrere weitere bronze- und eisenzeitliche Grabhügel.

## Beschreibung
Der Menhir besteht aus Konglomeratgestein vom nahe gelegenen Steinberg; der Menhir bei Muschenheim besteht aus dem gleichen Material. Der Kräppelstein ist unregelmäßig geformt und läuft leicht spitz zu. Er hat eine Gesamthöhe von 330 cm (davon 240 cm oberirdisch), eine Breite von 160 cm und eine Tiefe von 120 cm. Der Stein lag ursprünglich halb vergraben und wurde 1978 in der Nähe seines ursprünglichen Standorts wieder aufgerichtet. Auf seiner Oberfläche sind mehrere kleine Löcher erkennbar.

## Der Menhir in regionalen Sagen
Zum Kräppelstein existieren drei Sagen: Er soll sich verneigen, wenn man den Hut vor ihm zieht. Um Mitternacht soll er sich um seine eigene Achse drehen. In einer lausigen Nacht soll er vom Steinberg an seinen heutigen Standort gewandert sein.